# سوبرليغا أمريكا الشمالية 2007
سوبرليغا اميركا الشمالية 2007 هي بطولة في كرة القدم تضم 8 فرق من دولتين هما الولايات المتحدة الأمريكية والمكسيك تجرى حاليا في الولايات المتحدة الأمريكية، الفرق الثمانية المشاركة تشارك بدعوة من منظمي البطولة.